# Achatinella lehuiensis
† Achatinella lehuiensis là một loài ốc hô hấp trên cạn đã tuyệt chủng trong họ Achatinellidae. Đây là loài đặc hữu của Hawaii.

## Phân loài
- Achatinella lehuiensis mienickei Pilsbry & Cooke, 1921[2]